# 古清月
古清月（1980年4月12日—），山东泰安人，汉族，中国共产党党员。中华人民共和国政治人物、第十三届全国人民代表大会解放军和武警部队代表。

## 生平
2002年加入中国共产党。2007年從西北工业大学软件与微电子学院畢業，畢業後在空军工程大学擔任教員。
2018年，古清月被选为解放军和武警部队出席第十三届全国人民代表大会代表。